# Neruč'
Il Neruč' (in russo Неручь?) è un fiume della Russia europea, affluente di sinistra della Zuša. Scorre nell'oblast' di Orël.
Il fiume scorre in direzione nord-orientale. Dopo aver attraversato l'insediamento di tipo urbano di Zalegošč' sfocia nella Zuša a 116 km dalla foce. Il fiume ha una lunghezza di 111 km, l'area del suo bacino è di 1 540 km².